# Municipio de Pontiac (Misuri)
El municipio de Pontiac (en inglés, Pontiac Township) es una subdivisión administrativa del condado de Ozark, Misuri, Estados Unidos. Según el censo de 2020, tiene una población de 262 habitantes.
Su nombre proviene de Pontiac, líder indígena americano que encabezó una alianza de varias etnias contra la colonia inglesa en el nordeste de los Estados Unidos entre 1763 y 1766.

## Geografía
Está ubicado en las coordenadas 36°31′2″N 92°33′12″O / 36.51722, -92.55333. Según la Oficina del Censo de los Estados Unidos, tiene una superficie total de 50.25 km², de la cual 46.86 km² corresponden a tierra firme y 3.39 km² es agua.

## Demografía
Según el censo de 2020, hay 262 personas residiendo en la zona. La densidad de población es de 5.59 hab./km². El 94.66 % son blancos, el 0.38 % es amerindio, el 0.38 % es isleño del Pacífico y el 4.58 % son de una mezcla de razas. Del total de la población, el 0.38 % es hispano o latino.